# سونسن (اورگن)
سونسن (به انگلیسی: Svensen) یک منطقهٔ مسکونی در ایالات متحده آمریکا است که در شهرستان کلتساپ واقع شده‌است.